# Ондриј
Ондриј (фр. Andryes) насеље је и општина у источном делу централне Француске у региону Бургоња, у департману Јон која припада префектури Осер.
По подацима из 2011. године у општини је живело 464 становника, а густина насељености је износила 15,58 становника/km². Општина се простире на површини од 29,79 km². Налази се на средњој надморској висини од 160 метара (максималној 275 m, а минималној 155 m).

## Демографија
| 1962. | 1968. | 1975. | 1982. | 1990. | 1999. | 2011. |
| ----- | ----- | ----- | ----- | ----- | ----- | ----- |
| 394   | 438   | 428   | 391   | 406   | 445   | 464   |

График промене броја становника у току последњих година